# Zoo Brno
Zoo Brno je zoologická zahrada v severozápadní části statutárního města Brna v městské části Brno-Bystrc na svazích Mniší hory.
Spolek pro zřízení zoo v Brně vznikl již v roce 1935, zřizovací listina k vybudování byla ale podepsána až 6. května 1950 a otevřena byla 30. srpna 1953.
Zaměřuje se především na kopytníky, ale chová i další atraktivní zvířata jako lední medvědy, tygry, opice apod. Provozuje ji městská příspěvková organizace Zoo Brno a stanice zájmových činností, její ředitelkou je od 1. 9. 2022 Radana Dungelová.

## Zoologická zahrada

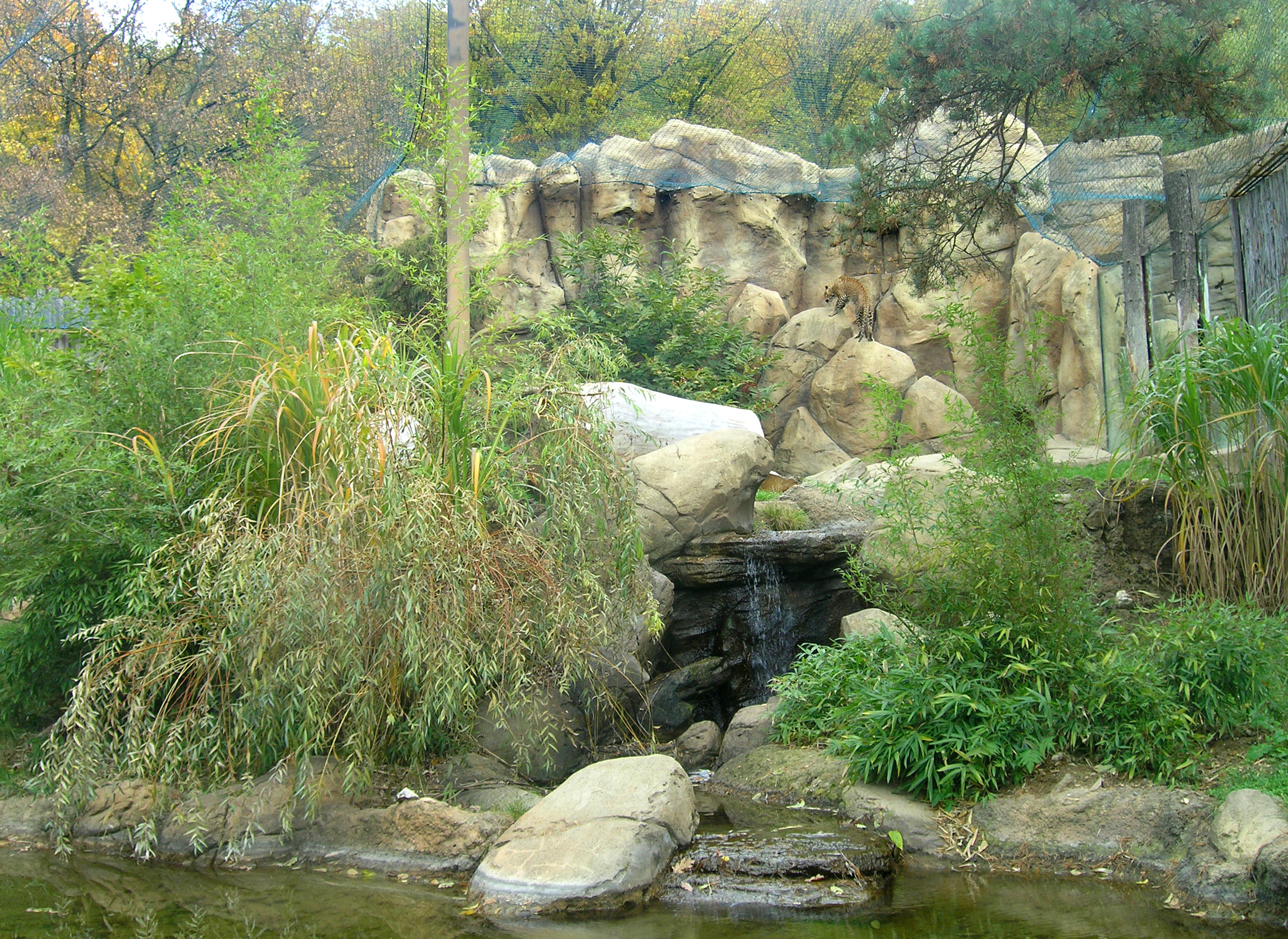
Expozice Tygří skály

Zoo Brno se nachází v blízkosti Brněnské přehrady na Mniší hoře na ploše 65 ha. Návštěvníci zde mohou vidět 2200 zvířat v 400 druzích.
Mezi největší chovatelské úspěchy zoo patří odchov medvěda ledního nebo obdobně odchov šimpanze.
Modernizace zoo v 21. století započala výstavbou pavilonu Tygří skály pro tygry a levharty. Zatímco výběhy jsou koncipovány jako džungle, interiér pavilonu napodobuje skalní jeskyni. Zajímavá je snaha o spojení expozic s domorodými stavbami, například výběh vlků kanadských je doplněn srubem kanadských indiánů kmene Haida, výběh bizonů doplňuje několik týpí prérijních indiánů a výběh koní Převalského mongolská jurta. Dalším počinem v zoo bylo otevření expozice Beringie roku 2010. Jedná se o komplex výběhů medvědů kamčatských, rosomáků a sibiřských ptáků, doplněný rekonstrukcí ruské vesničky. V roce 2014 byla otevřena africká vesnice s expozicí žiraf, lemurů a plameňáků. V roce 2021 byl otevřena vyhlídka na vnitřní pavilon žiraf a lávka v novém výběhu šimpanzů (plánované otevření 2022) V současné době se zoo specializuje na chov zvířat z oblastí Evropy, severní Asie a Severní Ameriky.

### Expozice
Zoo Brno má řadu expozic, které využívají kopcovitý terén a lesnatý charakter zoo. Expozice jsou doplněné množstvím různých skal, vodopádů či chýší.
| Název               | Obrázek                      | Popis |
| ------------------- | ---------------------------- | --- |
| Beringie            | Beringia, ZOO Brno           | Rozsáhlý expoziční celek Beringie představující zvířata polárních a subpolárních oblastí dostal název podle Beringova průlivu –⁠ oblasti mezi Ruskem a Aljaškou. Celá expozice je obohacená o různé umělé skály, vodopády či dřevěné sruby s příkladem života v horských oblastech. Expozice navíc prochází hustým, kopcovitým terénem. Nacházejí se zde medvěd kamčatský, liška polární orel bělohlavý, sob polární, los evropský, vlk arktický, rosomák sibiřský, sovice sněžní, bobr kanadský a další... Otevření: 2010–⁠2013 |
| Tygří skály         | Tiger's rock, ZOO Brno       | Velká expozice pro Tygry sumaterské, které lze sledovat z mnoha vyhlídek nebo z restaurace U Tygra. Nedaleko expozice stojí také expozice pro levharty cejlonské a surikaty. |
| Austrálie           | Zoo Brno, klokan rudokrký    | Průchozí výběh klokanů žlutonohých nese jméno Austrálie. Součástí je i skála vyzdobená napodobeninami skalních maleb původních obyvatel Austrálie – Aborigines. Otevření: 2014 |
| Pavilon opic        | Pavilion of apes 3, ZOO Brno | Pavilon opic je domovem nejrůznějších druhů opic, je obýván např. paviány anubi nebo lemury. Otevření po rekonstrukci: 2010 |
| Jižní Amerika       | Capybaras, ZOO Brno          | Jihoamerickou oblast v Zoo Brno tvoří expozice zvířecích obyvatel Jižní a Střední Ameriky. Jsou tu např. lamy alpaka, společný výběh kapybar, nandu, tapírů jihoamerických a další. Součástí Jižní Ameriky jsou také pavilonu Tropické království a Exotárium. Poblíž napodobeniny indiánské vesnice stojí výběhy bizony a jaky domácí. |
| Mongolsko           | ZOO Brno13 Equus przewalskii | Mongolská oblast představuje faunu východní Asie, tj. druhy jako kůň Převalského, velbloud dvouhrbý, takin, panda červená a je také doplněna o expozici zebry Grévyho. Součástí expozice je ukázka života v jurtě. |
| Kalahari            | Africká vesnice, ZOO Brno, 4 | Napodobenina africké vesnice včetně velkého safari výběhu pro žirafy, antilopy, pštrosy, zebry či pakoně a další africká zvířata jako např. jezero s plameňáky. Oblast stojí na vrcholu Mniší hory. Otevření: 2014 |
| Dětská zoo          | Zoo Brno 394                 | Oblíbená část zoo s velkým hřištěm představuje převážně hospodářská zvířata jako koně, kozy, ovce, slepice či králíky. |
| Exotárium           | Tropical birds, ZOO Brno     | Pavilon exotického ptactva, např. papoušků, drápkatých opic, kynkažu je součástí expozice Jižní Amerika. |
| Tropické království | Tropical kingdom, ZOO Brno   | Pavilon je rovněž součástí Jižní Ameriky a představuje převážně rybí a ptačí faunu těchto oblastí. |

### Odchov ledních medvědů
Prvního ledního medvěda, samečka Kukulína, odchovali v zoo Brno v roce 1976. Do tří měsíců věku žil v bytě Karla Tilče, tehdejšího veterináře zoo. I po umístění v zoo si udržel vztah s adoptivními rodiči, a Karel Tilč na něm dokonce jezdil. Medvědice Cora, umístěna v zoo od roku 2000, porodila do roku 2017 pět mláďat: dne 23. listopadu 2007 samečky Billa a Toma, dne 24. listopadu 2012 samičku Kometu a samečka Nanuka a dne 21. listopadu 2015 samičku pojmenovanou Noria. 

### Lví pár Lolek a Kivu

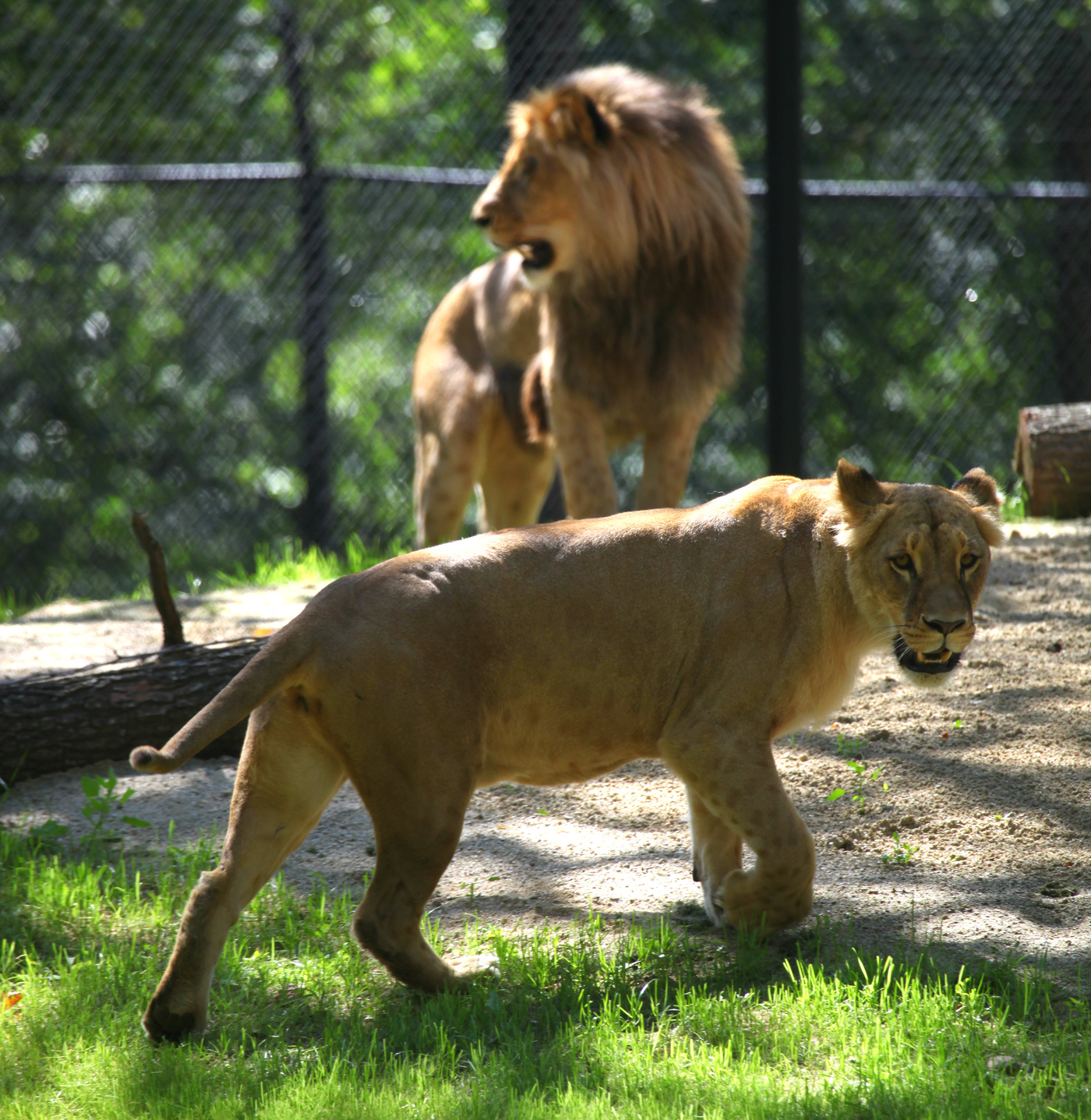
Lev Lolek a lvice Kivu v Zoo Brno

V roce 2017 se do brněnské zoologické zahrady vrátili lvi po čtrnáctileté pauze, kdy se zde usadil nový chovný pár lva konžského – samec Lolek a samice Kivu. Lví pár obývá moderní expozici Kalahari, která se nachází na vrcholu Mniší hory a je součástí africké vesnice v Zoo Brno.
Kivu, narozená v roce 2012 v Lisabonu, přicestovala do Brna z Ústí nad Labem 11. července 2017, zatímco Lolek, narozený v roce 2015 v polském Gdaňsku, dorazil o týden později. Kivu porodila dne 29. prosince 2017 dvě lvíčata, samečka jménem Akashinga a samičku jménem Anoona. V roce 2021 obě lvíčata odcestovala do svých nových domovů v polských zoo.

### Stálá akvarijní výstava

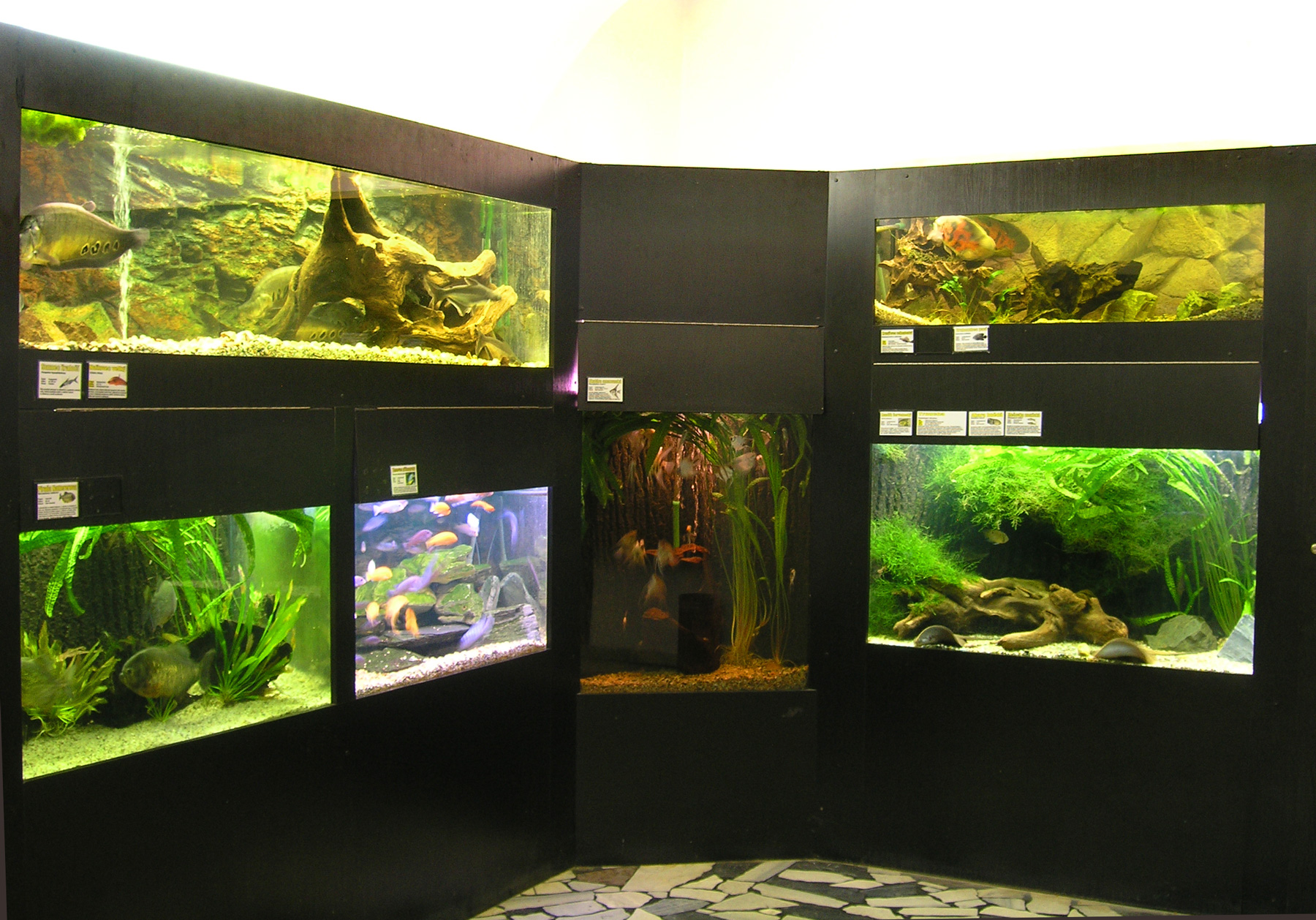
Bývalá akvarijní výstava v centru Brna

Pod brněnskou zoo spadala do roku 2011 i stálá akvarijní výstava umístěná v centru Brna na Radnické ulici, která byla otevřena v roce 1969. I přes omezené prostory v historickém domě nabízela téměř 100 akvárií, v nichž bylo chováno kolem tisíce ryb v přibližně 120 druzích. Součástí výstavy byla i mořská akvária. Kromě ryb zde byli chováni také někteří bezobratlí živočichové (krabi, krevety, koráli aj.), obojživelníci a plazi (zejména želvy).
K 31. červenci 2011 však byla tato výstava pro nevyhovující technický stav výstavních prostor a také z ekonomických důvodů uzavřena a zrušena. Většina živočichů byla umístěna v chovatelském zázemí brněnské zoologické zahrady, jen malá část z nich je v zoo k vidění pro návštěvníky v pavilonu Tropické království.

## Galerie

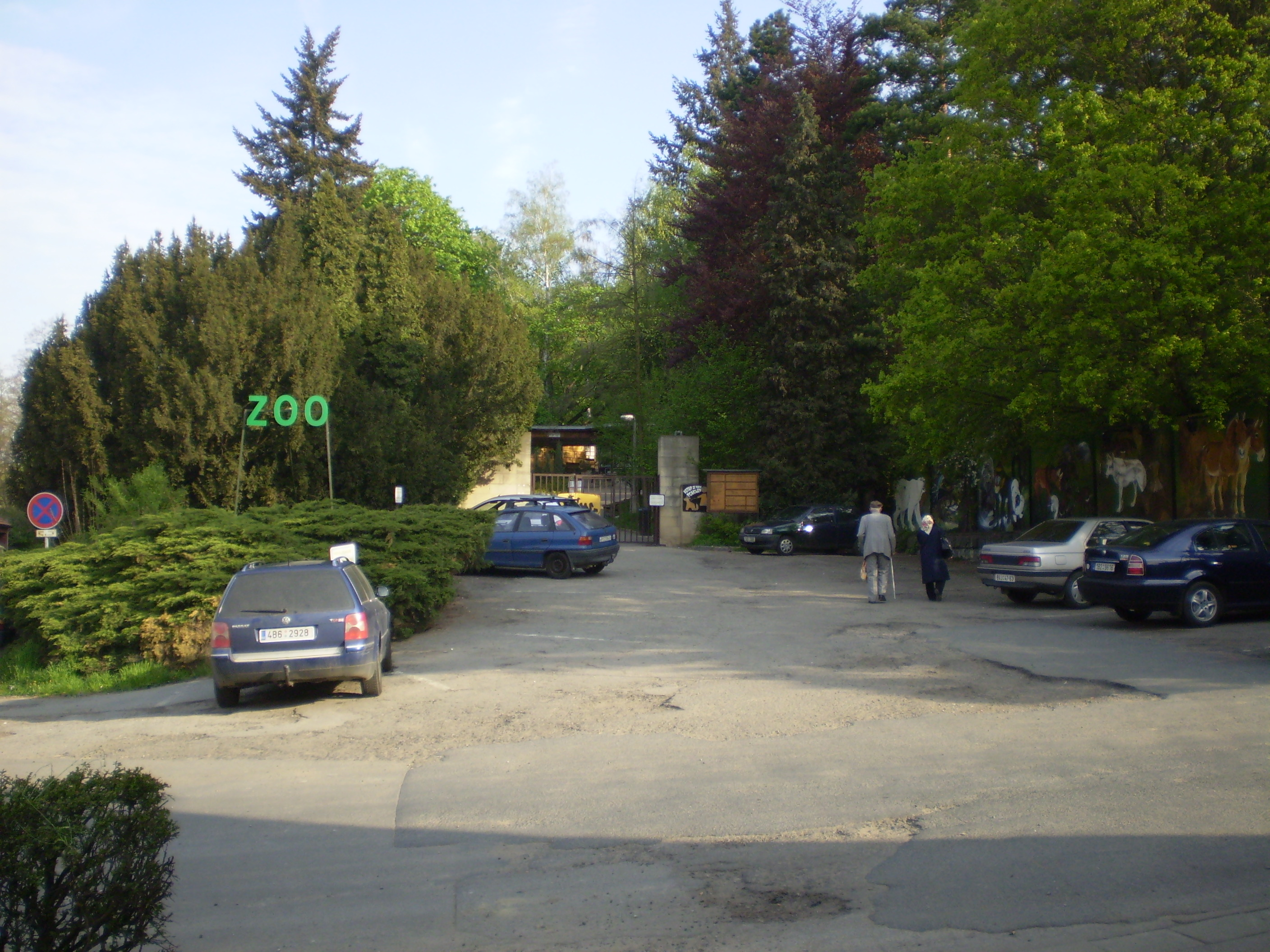
Hlavní vchod do zoo
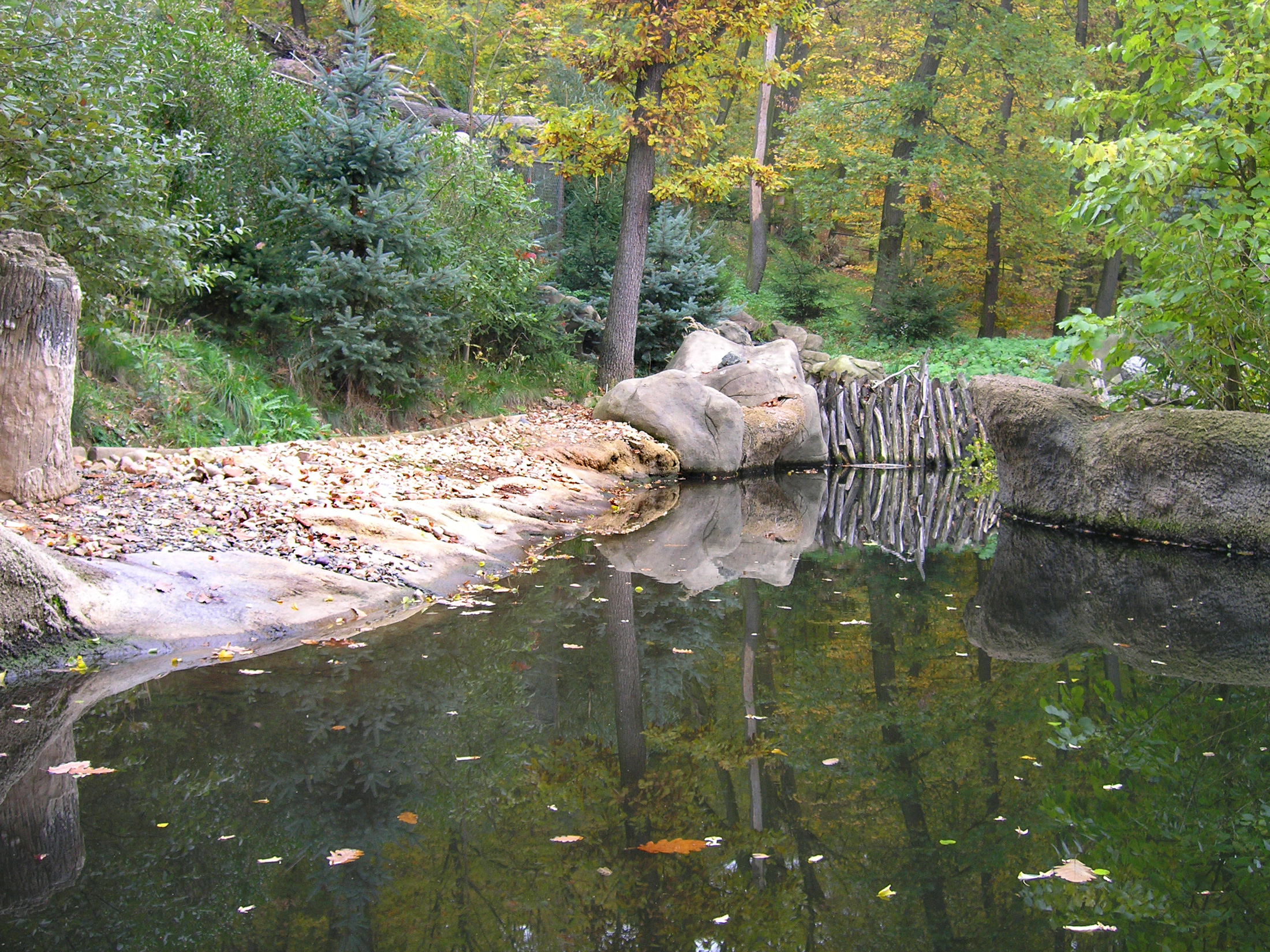
Výběh bobrů kanadských v areálu Beringia
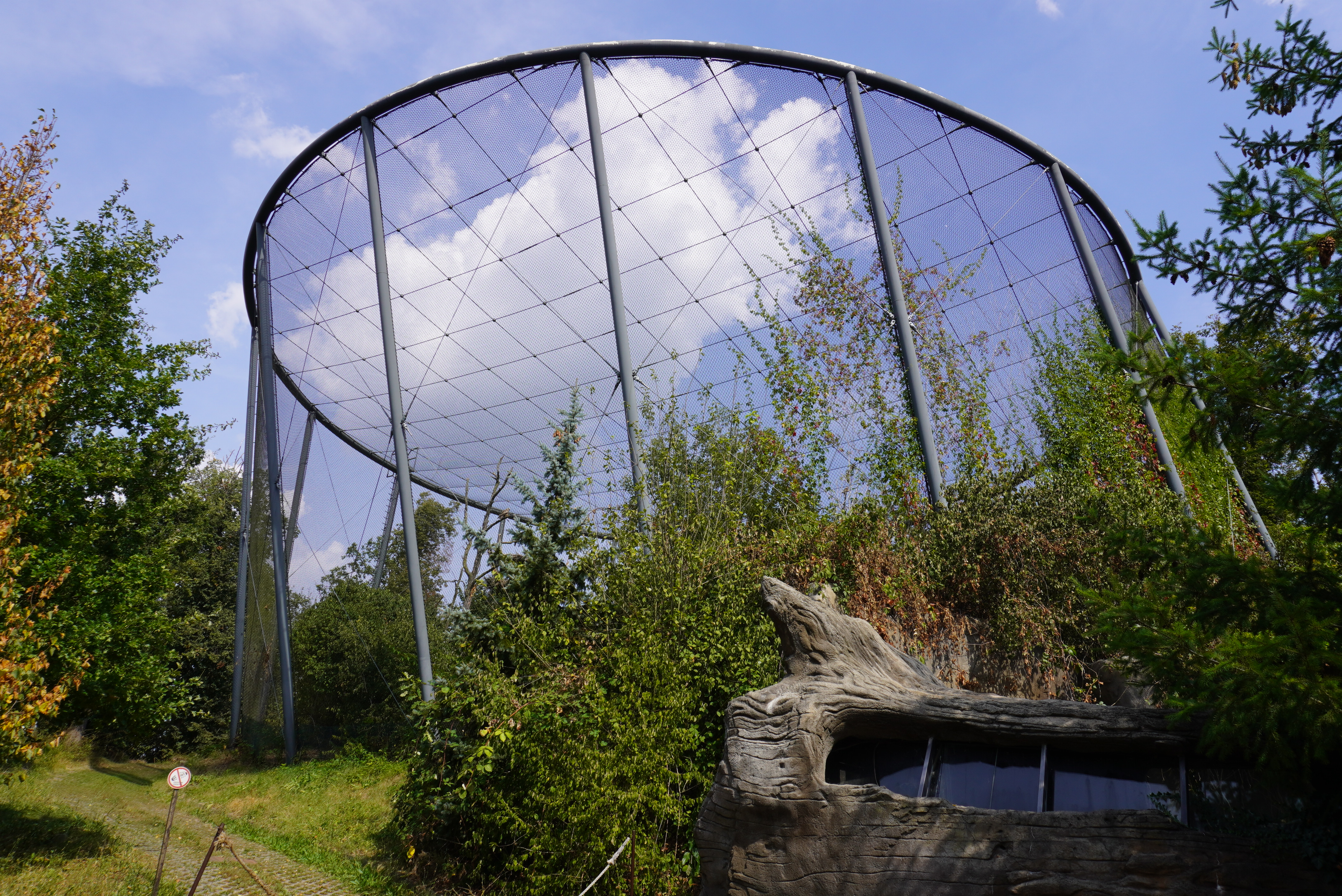
Králova voliéra v areálu Beringia